# Carly Colón
Carlos Edwin "Carly" Colón, Jr, pseud. Carlito (ur. 21 lutego 1979 w Santurce) – portorykański wrestler. Znany z występów w federacji WWE. Jego charakterystyczną cechą w ringu jest plucie kawałkami jabłka. Carlito prezentuje skoczny i techniczny styl walki. Wraz z bratem tworzył Tag Team "The Colons". Na gali The Bash razem z bratem stracił pasy Tag Team na rzecz Edge'a i Chrisa Jericho. Po długiej przerwie Carlito powrócił na Raw na Royal Rumble 2010. W maju 2010 Carlito został zwolniony z federacji z powodu zażywania niedozwolonych środków a także odmowę udziału w kuracji odwykowej.

## Osiągnięcia

### World Wrestling Council
- WWC Universal Heavyweight Championship (11 razy)
- WWC World Tag Team Championship (2 razy) – z Primo (1) i Konnan (1)

### World Wrestling Entertainment
- WWE Intercontinental Championship (1 raz)
- WWE Tag Team Championship (1 raz) – z Primo
- WWE United States Championship (1 raz)
- WWE World Tag Team Championship (1 raz) – z Primo